# APT Gorizia
L'APT (sigla di Azienda Provinciale Trasporti Gorizia) è l'azienda di trasporto pubblico che opera nella provincia di Gorizia, fondata il 7 luglio 1998.
Dal 1º febbraio 2017 l'azienda è diventata parte del gruppo TPL FVG s.c.ar.l (Trasporto Pubblico Locale Friuli-Venezia Giulia).

## Esercizio
L'APT gestisce 9 linee urbane a Gorizia e 7 nella conurbazione Monfalcone-Ronchi dei Legionari-Staranzano. L'azienda gestisce anche il trasporto urbano a Grado. Inoltre gestisce 20 linee extraurbane che raggiungono l'intera provincia di Gorizia, la Bassa Friulana, Trieste, Udine e l'aeroporto del Friuli Venezia Giulia. Gestisce anche un collegamento marittimo Grado-Trieste.

## Storia
Nel giugno 1976 nasce a Gorizia l'Azienda Provincializzata Trasporti. Nel 1982 l'azienda si ingrandisce acquisendo le Autolinee Triestine e la Cooperativa Autotrasporti srl. Nel 1995, con la legge 142/90 diventa Azienda Speciale. Nel 1995 acquista il Consorzio Intercomunale Servizi Pubblici di Monfalcone, il quale gestiva trasporti pubblici a Monfalcone, Staranzano e Ronchi. Inoltre acquisisce la ditta privata Troian, operante nel comune di Grado. Il 7 luglio 1998, con la legge Bassanini, l'APT diventa la prima società pubblica in Italia di trasporti su gomma ad essere trasformata in società per azioni.

## Mezzi
L'APT è fornita di numerosi veicoli extraurbani e urbani principalmente dell'IVECO. L'azienda è anche fornita di 3 autosnodati MAN Lion's City e 3 Neoplan Skyliner

## Linee urbane
Ecco un elenco delle reti urbane che gestisce APT.
Le corse urbane possono essere invertite.
| GORIZIA | DESTINAZIONE   | INIZIO                     | FINE                  |
| ------- | -------------- | -------------------------- | --------------------- |
| 1       | Sant' Andrea   | Piazza Medaglie d'Oro      | Sant' Andrea          |
| 2       | Mossa          | Posta Centrale             | Mossa                 |
| 3       | Posta Centrale | Posta centrale - Straccis  | Posta Centrale        |
| 4       | Posta Centrale | Mossa                      | Posta Centrale        |
| 5       | Posta Centrale | Posta Centrale - Ospedale  | Posta Centrale        |
| 6       | Posta Centrale | Sant' Anna                 | Posta Centrale        |
| 8       | CIP - Stazione | CIP- Stazione - Università | CIP - Stazione        |
| N       | Sant' Andrea   | Piazza Medaglie d'Oro      | Sant' Andrea          |
| INT     | Nova Gorica    | CIP - Stazione             | Nova Gorica - Gorizia |

| MONFALCONE                          | DESTINAZIONE                  | INIZIO            | FINE              |
| ----------------------------------- | ----------------------------- | ----------------- | ----------------- |
| LS (Linea Storica)                  | Panzano - Stazione            | Ospedale San Polo | Stazione          |
| LP (Linea Panzano)                  | Marina Julia                  | Ospedale San Polo | Marina Julia      |
| CA (Circolare Aris)                 | Rione Aris                    | Piazza Unità      | Ospedale San Polo |
| CC (Circolare Centro)               | Centro città                  | Piazza Unità      | Ospedale San Polo |
| CS (Circolare Staranzano)           | Staranzano                    | Piazza Unità      | Staranzano        |
| CL (Circolare Lisert)               | Zona Industriale Lisert       | Via Valentinis    | Piazza Unità      |
| GS (Giro Scuole)                    | I. C. Randaccio               | I.C. Giacich      | I. C. Randaccio   |
| RD (Ronchi Destra)                  | Ronchi - Vermegliano - Centro | Ospedale San Polo | Ospedale San Polo |
| RS (Ronchi Sinistra)                | Ronchi - Centro - Vermegliano | Ospedale San Polo | Ospedale San Polo |
| SC (Diretta Stazione - Fincantieri) | Cantieri                      | Stazione          | Cantieri          |

| GRADO | DESTINAZIONE      | INIZIO       | FINE              |
| ----- | ----------------- | ------------ | ----------------- |
| 37    | Molo Torpediniere | Autostazione | Molo Torpediniere |

## Linee extraurbane
Ecco un elenco delle linee extraurbane gestite da APT
Le corse extraurbane possono essere invertite.
| LINEA           | DESTINAZIONE                                         | INIZIO           | FINE               |
| --------------- | ---------------------------------------------------- | ---------------- | ------------------ |
| G01             | Grado - Monfalcone - Aeroporto - Gorizia             | Grado            | Gorizia            |
| G02             | Cormòns - Mariano - Gorizia                          | Cormòns          | Gorizia            |
| G03             | Gradisca - San Pier - San Canzian - Monfalcone       | Gradisca         | Monfalcone         |
| G04             | Gradisca - Romans - Borgnano - Cormòns               | Gradisca         | Cormòns            |
| G06             | Gorizia - Jamiano - Monfalcone                       | Gorizia          | Monfalcone         |
| G07             | Gorizia - Poggio T. A. - Sagrado - Monfalcone        | Gorizia          | Monfalcone         |
| G08             | Gorizia - S. Michele - Doberdò - Monfalcone          | Gorizia          | Monfalcone         |
| G09             | Gorizia - S. Floriano - Oslavia - Gorizia            | Gorizia          | Gorizia            |
| G21             | Grado - Fossalon - Staranzano - Monfalcone - Trieste | Grado            | Trieste            |
| G22             | Grado - Villesse - Gorizia                           | Grado            | Gorizia            |
| G23             | Gorizia - Cormòns - Cividale                         | Gorizia          | Cividale           |
| G24             | Gorizia - Palmanova - Castions                       | Gorizia          | Castions           |
| G25             | Gradisca - Aiello - Cervignano                       | Gradisca         | Cervignano         |
| G26             | Grado - Cervignano - Fiumicello - Monfalcone         | Grado            | Monfalcone         |
| G27             | CIP Gorizia - Navette Istituti Scolastici            | Gorizia          | Gorizia            |
| G28 Bicibus     | Servizio Bicibus                                     | Gorizia          | Grado              |
| G28 Fincantieri | Monfalcone Cantieri - Monfalcone Via Valentinis      | Monfalcone       | Monfalcone         |
| G28 Villesse    | Villesse - Sagrado - Gradisca - Villesse             | Villesse         | Villesse           |
| G51             | Udine - Aeroporto - Monfalcone - Trieste             | Udine            | Trieste            |
| G52             | Aeroporto - Lignano Sabbiadoro                       | Ronchi Aeroporto | Lignano Sabbiadoro |
| G55             | Cantieri Monfalcone                                  | Monfalcone       | Monfalcone         |
| G57             | Cantieri Monfalcone                                  | Monfalcone       | Monfalcone         |
| G58             | San Vito - Crauglio - Cantieri Monfalcone            | San Vito         | Monfalcone         |
| G58 Cervignano  | San Vito - Cervignano - Cantieri Monfalcone          | San Vito         | Monfalcone         |
| G59             | Grado - Cervignano                                   | Grado            | Cervignano         |

## Linee Extra
Le linee extra che serve APT sono principalmente navette scolastiche o tappe senza fermata.
| LINEA | PERCORSO                   | INIZIO                              | FINE                                | DESTINAZIONE                        |
| ----- | -------------------------- | ----------------------------------- | ----------------------------------- | ----------------------------------- |
| GE    | IPSIA Cossar               | Corso Italia 244 (San Giusto) - CIP | Via del Boschetto                   | IPSIA Cossar - da Vinci             |
| HI    | ISIS Slataper - IAL        | Corso Italia 244 (San Giusto) - CIP | Via A. Diaz                         | ISIS Slataper                       |
| BC    | ISIS Fabiani - D' Annunzio | Corso Italia 244 (San Giusto) - CIP | Via Brass                           | ISIS G. D'Annunzio                  |
| C     | ISIS D'Annunzio            | Corso Italia 244 (San Giusto) - CIP | Via Brass                           | ISIS G. D'Annunzio                  |
| G27   | Diretta stazione - CIP     | tutte le scuole                     | Corso Italia 244 (San Giusto) - CIP | Corso Italia 244 (San Giusto) - CIP |

## Azionisti
- Provincia di Gorizia 51%
- ATAP Pordenone spa 21,81%
- IRIS spa 18,06%
- AMT Trieste spa 5,19%
- Fondazione Cassa di Risparmio di Gorizia 3,94%